# Piste aérienne de Foula
La piste aérienne de Foula (code IATA : FOA) est un aérodrome situé sur la pointe de l'île de Foula, une partie des Îles Shetland, au nord de l'Écosse.

## Histoire
La piste d'atterrissage a ouvert dans les années 1970. L'île de Foula est également desservie par un service de traversier trois fois par semaine, mais il semblerait que les touristes préfèrent un vol de courte durée aux 135 minutes de traversée nécessaire en ferry. Les vols sont utilisés pour le transport de produits de base tels que les prescriptions de l'île, qui a une population de 38 personnes.

## Situation

### Carte des aéroports d'Écosse
| Aberdeen Barra Benbecula Campbeltown Colonsay Dundee Eday Édimbourg Fair Isle Foula Glasgow Glasgow-Prestwick Inverness Islay Kirkwall North Ronaldsay Oban Papa Westray Sanday Stornoway Stronsay Sumburgh Tingwall Tiree Westray Wick |

### Carte des aéroports des Shetlands
| Fair Isle Tingwall Sumburgh Foula |

## Compagnies et destinations
| Compagnies   | Destinations |
| ------------ | ------------ |
| Directflight | Lerwick      |